# Dendrobium flagellum
Dendrobium flagellum är en orkidéart som beskrevs av Rudolf Schlechter. Dendrobium flagellum ingår i släktet Dendrobium, och familjen orkidéer. Inga underarter finns listade i Catalogue of Life.